# Halwaxiida
Halwaxiida – hipotetyczny klad kambryjskich zwierząt być może spokrewnionych z mięczakami. Niektórzy paleontolodzy nie uznają go za prawidłowy.
Jego nazwa pochodzi od dwóch przedstawicieli: Halkieria i Wiwaxia.